# パタリロ!
『パタリロ!』は、魔夜峰央のギャグ漫画。『花とゆめ』（白泉社）で1978年に連載を開始し、2020年現在、『マンガPark』にて連載中。
1982年にはアニメ化もされた。1999年に第28回日本漫画家協会賞優秀賞受賞。2016年には舞台化作品が上演され、2018年にも第2弾の舞台が公演されている。実写映画版が2019年6月28日公開。2019年7月時点でシリーズ累計発行部数は2500万部を突破している。

## 作品解説
バミューダ＝トライアングルの真ん中に存在する架空の島国マリネラ王国を舞台に、その国王パタリロが、側近のタマネギ部隊や、イギリスの諜報機関MI6（エム・アイ・シックス）の少佐（スパイ）バンコランやその愛人マライヒ等を巻きこんで起こす騒動を描く。舞台はマリネラ王国だけでなく、バンコランやマライヒの住むロンドンも多用されている。
基本的には一話完結の形式なのだが、連作エピソードもいくつか存在している。毎話で描かれるストーリーは単なるドタバタギャグなノリだけにとどまらず、プロットが高度に練られたものも多く、作品が長年支持されているゆえんでもある。ストーリーはギャグ作品の懐の広さを生かしてジャンルを越えた多彩な内容になっており、007シリーズめいたスパイアクションがあれば推理小説並みのミステリー（バカミス）もあり、宇宙人が出てくるSFもあれば黒魔術が絡むオカルトもある。
1970年代、少女漫画界では耽美的な少年愛を題材に取り上げることが流行したが、その時期に連載が始まった本作でもその要素は多分に盛り込まれている。少年愛をコメディに取り入れたことでは『エロイカより愛をこめて』（作・青池保子）と並ぶ先駆的な作品である。
スピンオフ作品として『家政夫パタリロ!シリーズ』、『パタリロ西遊記!』、『パタリロ源氏物語!』、『パパ!?パタリロ!』がある。これらは『パタリロ!』とは別作品として扱われており、単行本も別シリーズとなっている。また、パタリロ本編でも外見が同一の別キャラクターによる時代劇版があるが、これは本編の一部として扱われ、『パタリロ!』の単行本に収められている。

### 長期連載
1978年の初掲載以来、掲載誌の変更に伴う短期間の中断があったものの連載を継続しており、少女漫画界のギャグマンガ作品としては第1位の長編漫画となっている。2021年8月時点で、花とゆめコミックスの正編のみで104巻まで刊行されている。スピンオフ作品まで含めればコミックスの巻数は120巻を超えている。
掲載誌は白泉社系列の少女雑誌を渡りあるいており、複数の雑誌に同時連載している時期もある。長期連載した雑誌には『花とゆめ』（1978年 - 1990年）、『別冊花とゆめ』（1991年 - 2016年）、『花とゆめPLANET増刊号』（1990年 - 1997年）、『MELODY』（1997年 - 2001年、2009年 - 2016年）などがある。
各エピソードには作品番号がつけられているが、雑誌に掲載された順ではなく、単行本（花とゆめコミックス）に収録された順につけられている。すなわち、古い番号のエピソードが新しい番号のエピソードより新しいことがときどきある。なお、白泉社文庫版では作品番号は省略されている。
単行本に掲載されているエピソードの中には外伝として作品番号がふられていないものがある。1979年から1980年に『花とゆめ増刊号』や『別冊花とゆめ』などに掲載された時代劇編（猫間天狗シリーズ。単行本1、2、4、7巻に収録)と単行本16巻に収録されたバンコランが主役のエピソード「バンコラン─MI6にて」は、「パタリロ! 番外編」と名づけられ作品番号がふられていない。また、平成3年から平成5年ごろに『花とゆめPLANET増刊号』に掲載された11話分の推理小説風味のエピソード(単行本48巻から53巻に収録)には「パタリロ! ミステリー」として本編とは独立した作品番号がふられていた。それ以前にもその後にも推理小説風味のエピソードは数多く描かれているのだが、これらについては本編として作品番号がふられている。これらのほかにも単行本18巻に収録された楽屋オチ的なオマケ漫画も「パタリロ! EX編」とされ作品番号が省略された。巻数が若い単行本には『パタリロ!』とは関係がない読みきり短編作品が併録されているものがあるが、これらにも当然作品番号はふられていない。
近年では、花とゆめコミックス『パタリロ!』に掲載される作品は外伝的な内容であろうとも全て本編として作品番号がふられるようになっている。『パタリロ西遊記!』などのスピンオフ作品については、独立した別シリーズとして単行本が出版されているため、『パタリロ!』の単行本にこれらのエピソードが載ることはない。例外的なケースとして、『パタリロ!』以外のコミックスに『パタリロ!』の外伝的な作品が掲載されることがある。それには作品番号はふられない。なお、単行本5巻に収録されている「スターダスト」は、当初は「パタリロ! シリーズ」と名づけられ、作品番号がふられていなかった。これについては#欠番エピソードの節を参照。

### パタリロはみだしファンクラブ
『花とゆめ』に連載されていた当時、ページの外枠部分に設けられていた読者投稿コーナー。略称「パタはみ」。
活発な投稿があり単行本（花とゆめコミックス）にも収録されていたが、『別冊花とゆめ』への連載移行に伴い消滅した。このコーナーへの投稿を元ネタにしたと考えられるエピソード（「紫タマネギ」など）も散見される。

### 宝石・妖怪・落語
作者自身は本作を構成する主要な要素を「宝石・妖怪・落語」の三つであると語っており、実際に作品中ではこれらの要素が頻出する。
宝石
作者は宝石収集を趣味としており、その知識が作品に取り入れられている。
本作の舞台であるマリネラ王国はダイヤモンドの採掘・輸出を基幹産業としており、ダイヤにまつわるさまざまなトラブルが物語のきっかけとして用いられている。
妖怪
『パタリロ!』の番外編である時代劇シリーズでは妖怪絡みの話が多い。本編でも日本の妖怪が騒動を起こす話が多数描かれている。また、各話の扉絵や単行本の表紙では本編の内容に全く関係なく妖怪が描かれることがある。
落語
作者は自身が手がける漫画作品のルーツに志ん生の落語の影響が大きいことをたびたび発言しており、長期連載作品である本作の各エピソードの創作手法を「三題噺」になぞらえていることもインタビューで答えている。
落語のパロディも多く用いられている。マリネラ国歌は落語の出囃子風である（“チャカチャンリンチャンリン”と表現されることが多い）。また『粗忽の釘』のネタがパタリロの定番のギャグとして繰り返されている（「なんだい、やぶからぼうに」「いいえ、壁から釘です」）。そのほか、作中の都市伝説の怪物・パイライフも、桂米朝の十八番である『植木屋娘』のネタが出自である。

### 推理小説
登場人物の名前が、欧米の名探偵や作中人物に由来するものが複数ある（バンコラン、ヒューイット、ブラウン神父、ファイロ・ヴァンスとマーカム検事、メグレ警視など）。
パタリロたちが歌う『クックロビン音頭』の歌詞も、『マザーグース』の「見立て殺人」としてミステリでしばしば使われる（フィルポッツ（ハリントン・ヘクスト名義）『だれがコマドリを殺したのか?』、ヴァン・ダインの『僧正殺人事件』ほか）。
作中の国際ダイヤモンド輸出機構は、イアン・フレミングの『サンダーボール作戦』における犯罪組織を連想させる（詳細は第4項「組織」を参照）。また、サブタイトルにも『ロシアより愛をこめて』などをもじったものがある。

### 美少年
登場する美少年は髪がかなり長く（背中や腰まで届くキャラクターもいる）、美女と見紛う容姿の子がよく出てくる。女物のミュール・ハイヒール・ロングブーツ・長靴・ノースリーブ・ホットパンツ・ハイソックスなどを着用しているが、実際に70年代後半に流行した「髪の長い美少年が女物を着るファッション」である。マントを着せたのは魔夜独自のセンスだという（ただし、宝塚の影響もある。作中にもベルばら関連のエピソードもある）。
アニメでは多くが女性の声優によって演じられているが、21世紀の舞台や映画では男性俳優が演じる趣向を採った。

## 登場人物
概要については、レギュラーキャラクターを中心に記載する。

詳細な登場人物については、
主人公は、マリネラ王国の国王であるパタリロ(パタリロ・ド・マリネール8世)である。
当初の作品においては、イギリス情報局秘密情報部（MI6）所属の凄腕エージェント バンコラン(ジャック・バルバロッサ・バンコラン)や、国際ダイヤモンド輸出機構から送り込まれた元暗殺者（標的はパタリロ）であるマライヒが、いずれも男性のレギュラーキャラクターとして登場している。
なお、パタリロの暗殺に失敗したマライヒはバンコランと愛人関係となった後、息子であるフィガロ(フィガロ・バンコラン)を、男性として妊娠・出産している。
タマネギ部隊は単一のキャラクターではなく、国王直属の親衛隊(武官部隊)である。個々の部隊員は「タマネギ武官」もしくは「タマネギ」と呼ばれる。

## アイテム
SFやオカルトの要素も内包する本作では、さまざまな不思議な道具が登場する。それは古代文明の遺産であったり、錬金術や魔術の産物であったり、宇宙人の超絶科学兵器であったり、パタリロ国王の発明品であったりする。ただし、それらの多くは登場したエピソードでの1回限りの活躍しかせず、別のエピソードで再利用されることはほとんどない。ここでは、本作に登場するアイテム類のうち何度も登場するもののみを挙げる。
流星号
本作の主人公・パタリロが独自のオーバーテクノロジーで開発した高速飛行機である。その名は、アニメ『スーパージェッター』で登場した同名の高速航空機・兼タイムマシンに由来する（『パタリロ!』ではパタリロ自身が自力でタイムワープできるため時間遡行機能は持たない）。機体は小さいため数人しか搭乗できないが、移動する目的があった場合、これで直接目的地に向かうことが多い。
外見は薄汚れた絨毯をクロワッサンのように丸めた形状をしており、劇中では「絨毯型飛行ユニット」と呼称されることが多い。ただしその外見とは裏腹に性能は極めて高く、内部に反重力装置を搭載し光速の約90 - 95%での飛行が可能。
さらに事実上、放出エネルギーに限界を持たないとされる超光学兵器「可動メイザー砲」や、不可視プロテクターと呼ばれ、あらゆるエネルギーをはね返す強力な防御装備を持つ（作中ではバリヤー等の概念を上回ると評している）など、現代科学技術を超越した装備を誇る。
コンピュータも搭載しており学習能力もある程度備わっている。電話等の電波を探知し逆探知もなしに現地へ直行できる。光速巡航中は人間の目は役に立たないため、障害物の検知はレーダーで行い、パタリロがよくやる窓をぶち破っての突入はこれが大いに役に立つ。ただし当初コンピュータに「目標地点に窓がない場合は回避する」ことを覚えさせてなかったため、壁に激突したことがある。
また、光速巡航中の機体は保護バリヤーによる大気中の原子の崩壊に伴う発光現象で、強い光を放つ。反重力機構の制御により、建造物を丸ごと持ち上げたり重力圏を脱出することも可能。特殊な繊維で作られているため、洗濯した後乾きにくいらしい。ある事件の際、機体が金に変質してしまったことがある。
なお後継機に「銀星号」（ぎんせいごう）が存在し、流星号より速い速度での飛行が可能である。
電送機（でんそうき）
パタリロが独自のオーバーテクノロジーで開発した瞬間移送装置。人間を分解し電話回線を通して別の場所にまったく同じ状態で再構成することにより実質的に長距離を瞬間移動させる。初期は使用すると電送先の電話が爆発し壊れるという欠点があったが、のちに改良された。
物語の比較的初期、流星号の登場以前にたびたび使用されており、前述の爆発のほか故障によってパタリロが何人にも増えてしまうといった問題が発生したこともあった。
そのためか、飛行機の類よりも圧倒的に早くきわめて便利な装置であるにもかかわらず、途中から「事情があって使用できなくなってしまった」とのことで作中に登場しなくなった。
暁の銀鷲号（あかつきのぎんわしごう）
パタリロが国王専用機として用いていた航空機。一見ただのボロ飛行機のようだが、航空力学を完全に無視した形状(パタリロの顔の形を模している)、エンジンは中古のタクシーから流用、そして燃料として魚油を用いる経済性などは、設計者であるパタリロの科学的才能、そしてドケチさを物語っている。ただし、使用している本人はこれでマライヒの手料理を食べるためにロンドンに向かうなど、経済性を真剣に考えてはいない様子。しかし、さすがに魚油を使うだけあって飛行中に簡単に燃え尽きてしまった。
また、目的地の上空からパラシュート降下してしまうことが多く、入国審査ないし類する許可を得ているかは不明。前述の流星号や電送機による移動も国境をまたげば密出入国に該当するので「事情」というのはそのあたりの可能性が高い。
後継機として形状的にさほど変わらない中古トラクターのエンジンを使っている「懐かしの銀巴里号」（なつかしのぎんぱりごう）があるが、流星号の完成以後ほとんど登場していない。
マザーコンピューター
パタリロが開発した大型のコンピューターで、本体はマリネラ宮殿地下最深部に設置されており、世界中の大使館ともネットワークで繋がっている。莫大な知識データベースを持ち、パタリロの質問に対して的確な解答を返す。特にSF系のエピソードで、専門的な知識や架空の設定の解説役として頻繁に登場する。
マザーコンピュータの形状は登場するエピソードによって変わり一定しない。「大型の筐体にアームつきの電気スタンドのようなものがくっついた機械」の形式で描かれることが最も多い。
マザーコンピュータには人工知能が搭載されているらしく、音声による会話でコミュニケーションできる。ただし、一部エピソードではキーボード入力とモニター出力というユーザインターフェースが描写されたこともあった。マザーコンピュータの人工知能の人格は、パタリロの影響を受けてか多少ひねくれたところがあり、ギャグを飛ばすことさえある。ただし、基本的には質問には事務的に答えるため無機的な印象は大きい。
インターネットが普及した以降に描かれた作品では世界規模のネットワークにつながっていることが確認できる。その結果、コンピュータウイルスに侵されたことがある。

## 組織
作中には数多くの組織が登場したが、この内、複数巻に渡って登場した組織を紹介する。
MI6
現実のMI6については、MI6を参照。登場人物の一人であるバンコランが所属しているため、頻繁に登場する。
実在するイギリスのMI6とほぼ同じ組織であるが、スパイ小説・映画の007シリーズの影響を多分に受けており、世界の治安を守る正義のヒーロー集団のような扱いになっている。ただし、バンコラン以外のスパイはほとんどは名無しのモブキャラでしか登場しない。本作では諜報機関というよりも国際犯罪者を追う国際警察のような組織に描写されることが多い。
初期のエピソードでバンコランが登場するときは「国際犯罪結社に狙われるパタリロのボディガードをMI6が担当する」という導入が多数使われており、バンコランが登場する回の多くでMI6の任務が背景に存在していた。
国際ダイヤモンド輸出機構
最初に登場した悪の組織。『墓に咲くバラ』（作品番号2）で初登場。世界中のダイヤモンド市場を一手に握り、ダイヤモンドの販売網を独占していた。ダイヤモンドの資源メジャーであるデビアスをイメージモデルにしているようでもあるが、作中での描写は007シリーズの敵組織「スペクター」を彷彿とさせる（失敗者の処分方法、最高幹部達が互いにナンバーで呼び合う設定、「ナンバー1」と呼ばれるトップが猫を膝に抱く姿などが酷似）。
パタリロが即位して最初に行ったことがこの組織からの脱退だった（業界団体であったことからやむを得ず加盟していたが、機関運営の不透明ぶりに嫌気が差し、父である前王に脱退を勧めていた）。市場の独占を図りたい機構は幾人もの刺客をパタリロに送り込んだが、バンコランの活躍で失敗に終わっている。マライヒやバットもかつては機構に所属する暗殺者だった。
『パタリロより愛をこめて』(作品番号7）でバンコランと手を結んだマライヒの証言により解体された。そのため実際に組織が作中に登場した期間は少なく、決着の仕方もあっけないものとなっているが、アニメ版では国際ダイヤモンド輸出機構を最終話までの一貫したライバルとして描いている。また、レギュラーキャラクターであるマライヒが過去に属していた組織ということがあって、その後も「ダイヤモンド輸出機構時代の関係者」がマライヒと絡むようなエピソードが数多く描かれた。
タランテラ
ナチスの狂気の科学者ハインリッヒ・シュゲルグを首魁とするテロ組織。『スターダスト』(作品番号12）で初登場。
人工降雹テロ「スターダスト計画」で地球上の大都市を破壊すると各国を脅迫したり、透明薬で透明人間になったマッタリロを誘拐して透明薬を奪取しようとした。
相当高い地位の幹部でも知らないことだが、実は魔界の存在が地上を支配するために作り上げた組織で、シュゲルグも悪魔であった。歴史上の征服者と呼ばれる人々に接近し、影から操っていた。
『霧のロンドンエアポート』(作品番号45）での作戦が失敗した後、活動を休止した。アニメ版ではタランテラは出てこずに、タランテラが絡むエピソードの黒幕は国際ダイヤモンド輸出機構に入れ替えられている。シュゲルグの正体も劇場版『スターダスト計画』では人間とされ、国際ダイヤモンド輸出機構のボス（漫画版では正体が最後まで明らかにならなかった人物である）になり、そのうえに悪魔達が君臨しているという設定に。アニメ版の役名表記によると「彼ら」は大魔神とされている。
KGB
現実のKGBについては、KGBを参照。
作中では「カー・ゲー・ベー」と呼ばれていた。実在したソビエト連邦のKGBとほぼ同じ組織である。スパイ小説めいた諜報戦のエピソードが描かれる際に敵役としてよく登場していた。初登場は『マライヒ・マライヒ』（作品番号10）。
連載が進むにつれ「KGBをモデルにした架空の共産国の架空の情報組織」が悪役になることが多くなる。代表的なものに氷のミハイルが所属する「S国諜報部」がある。TVアニメ版では原作でKGBと明記しているエピソードについても「KGV」という架空の組織に変更されている。発音は「ケー・ジ・ブイ」。
史実通り、ソビエトの崩壊以降はKGBそのものも、それをモデルにした架空の情報部も、組織としては全くでてこなくなっている。ただし、その後もKGB残党などの存在が話に絡むことはあった。
CIA
現実のCIAについては、CIAを参照。
作中でのスパイ担当組織はほとんどがMI6なため、CIAが物語に直接絡むことは少ないが、ヒューイットがCIAのエージェントなため彼が登場するエピソードではCIAの任務が背景に存在していることが多い（ただし、ヒューイットが初登場した『バンコラン死す!』（作品番号11）では、彼の所属は国際刑事警察機構であった）。
ピョートル大帝
個人名のようだが、実際は複数の最高幹部とおぼしき人物たちにより運営される犯罪組織である。『大帝の罠』（作品番号55）で初登場、MI6に潜入させたスパイ（いつもの部下と呼ばれる男）に命じ、バンコランの元恋人で彼を永遠に独占しようと無理心中を企んだエローラを利用してバンコラン抹殺を図り、彼が失敗するや否や即座に口封じにエローラを殺害した。
さまざまな悪事に手を染めているが、実態は不明。バンコランが偶発的に発見した組織で、多くの国家や情報機関に配下を潜入させている。存在を知ったバンコランやパタリロに陰惨な報復を行う。
幹部の一人はパタリロにより壊滅させられた「中央販売機関CSA（作品番号31『タマネギ!』、作品番号33『旅立てジャック』に登場）」のトップだった人物で、世を忍ぶ仮の姿は"大司教"である。組織を潰された復讐心からパタリロの師であるブラント博士を脅迫してアフロ18を殺害、遺されたプラズマ一家をなおも苦しめた。プララがブラント博士を押しのけて自身だけが助かろうとしたと誤解したランダムが転入した寄宿学校（男子校）にたまたま視察に訪れた際、ランダムに気づき悪魔祓いと称して校長と彼に反感を抱く生徒達を扇動してランダムの破壊を企んだ。しかし、ルードヴィヒと名乗りランダムが突然マリネラというより妹から離れたがった理由を知るべく潜入したパタリロから、大司教が「ピョートル大帝」の一員だと知らされ、激昂してアンテナを外した状態で加速装置で激突したことで事故死した。
大帝からのプラズマ一家への干渉が一段落した『恋はせつなく』（作品番号66）が最後の登場となった。
原作で大帝の関与するエピソードはコミックス一巻分を超える（文庫版では連載順に対し収録巻が前後する）が、TVアニメ化されたのは最終回間際の2話のみ。いずれも脚色によって大帝の設定自体破棄しており、「バンコランに死の愛を（原作は『大帝の罠』）」ではエローラをそそのかし暗殺者として利用する覆面の男は麻薬組織の構成員に変えられ、「さよならアフロ」ではアフロ18を殺したカビの由来は追及されない。これによってマンドラやブラント博士が登場せず話数も節約された。
一時期刊行されたよりぬき本で、話の展開上、とてつもなく大きな存在になりそうで、編集者と相談の上、存在自体をなかったことにした、と作者自身が述べている。
その後98巻から再開された魔界編で、ピョートル大帝の正体が明らかにされた。ピョートル大帝は邪神ナイアルラトテップであり、彼の望み人間界の王になることを目的に第二次世界大戦後、多くの秘密結社をたばねて結成された。しかし組織の硬直化により見切りを付け、また新たな手段を見出したナイアルラトテップは、自身の退場とともに事故死・病死を装って関係者を処分、これによりピョートル大帝とその組織は姿を消した。なおこの設定が語られた104巻の時点でピョートル大帝の幹部死亡は10年前、その活動が活発な時期は30年以上前とある。
キーンの組織
バンコランの叔父、キーンが作った組織。ダイヤモンドの違法取引などでマリネラのダイヤモンド産業を圧迫していた。
「白紙のゴドー」と名乗っていたマキァヴェリ・ド・ラーケンに脱税などの不正経理を暴かれた末、パタリロ、バンコラン、マライヒから本拠地への総攻撃を受け壊滅した。
キーンとの対決を描いた話はコミックス3冊分になる（17巻から19巻。文庫版では10集と11集）。連作ストーリーとしてはベールゼブブとの対決の話の方が長いが、そちらはストーリー上の区切りが比較的多い連作短編という形態を取っていたのに対し、キーンとの対決は作品番号としては69から71までの三つしかなく、ストーリー上の区切りがほとんどない完全な連作ものとなっている。特にクライマックスにあたる『散る薔薇咲く薔薇』（作品番号71）は、一つの作品番号でくくられているエピソードとしては本作でもっとも長大である。
魔族
魔界の支配者である悪魔貴族たちは、魔界を掌握するために激しい派閥抗争を繰り広げているが、これらの派閥のうち「ベールゼブブ一派」と「アスタロト一派」の二つが作中に登場している。『めいっぱい』（作品番号83）で初登場。
パタリロの遠い子孫がベールゼブブを害する者となることが予言されているため、ベールゼブブ一派が現在のパタリロ8世を始末すべく魔界から刺客を送り込んだことがあり、このときはバンコランやマライヒも巻き込んでマリネラやロンドンを舞台に人魔大戦が勃発した。最終的にはフィガロが大天使ミカエルの力を発揮し、事件を「なかったこと」にするかたちで痛み分けに終わっている。その後はベールゼブブ一派の行動は鎮静化しているが、この事件の経緯でアスタロト一派と知り合ったパタリロは、彼を通じて魔界絡みの事件に頻繁に遭遇するようになった。また、先祖であるパタリロ6世はアスタロト一派の下僕であった過去があり、6世を主人公に彼の冒険を描いたエピソードがいくつか存在する。
これら魔界絡みのエピソードは作者の別作品である『アスタロト』や『ファーイースト』と世界観やキャラクターを同一としている。なお、本作のエピソードは一話完結が基本で必ずしも過去のエピソードとの整合性が重要視されないため、『アスタロト』シリーズの魔界世界観とは全く異なる設定で魔界や悪魔という存在がそのエピソード限りで出てくることも多々ある。
世界名探偵友の会
パタリロが正会員として名を連ねている組織。卓越した推理能力を持つ「名探偵」たちのサロンのようなものとして描かれている。『名探偵の犯罪』（作品番号246）で初登場。このときに正会員になったパタリロは、以後の本格ミステリーを志向したエピソードでは「世界名探偵友の会の正会員である」という自己紹介を現場関係者に頻繁に行うようになる。
会員には「正会員」と「準会員」の2つの階級があり、会から正会員と選ばれることは大変な名誉と権威が与えられる。パタリロは正会員であると名乗るだけで世界中のさまざまな事件現場に介入する「名探偵」としての権利を得る。
東カリマンタン
ロンドンに本店を持つニューハーフカフェー（パタリロは「おかまバー」と呼ぶ）。『東カリマンタンの殺人』（作品番号274）で初登場。元国際ダイヤモンド輸出機構の暗殺者だったバットがママをやっている。店員は非常に個性的で、濃硫酸をソフトドリンク代わりに飲んでケロリとしている者や、砂トカゲと人間のハーフで水をかけられると皮膚が焼けただれる者など、ニューハーフ以前に人外のバケモノのような者たちばかり。魔界の悪魔の闘争に巻き込まれたときも何事もないようにいなしていた。
しかし、店に集まる客たちは各界の名士ばかりである。おかげで東カリマンタンはこの業界ではトップの実力を持つ店で大繁盛している。
おかまさんが苦手なパタリロにとっては魔窟以外の何者でもなく、東カリマンタンが絡んでくるエピソードでは大抵ひどい目に会う。もっとも、この店のニューハーフたちは彼に対し敵意など微塵も持っておらず、パタリロ自身も諸事情でボーイのアルバイトをしたところ破格の高給に驚き、「彼女ら」への恐怖を克服する意味もこめてしばらくアルバイトを続けていた。
作中では東カリマンタンの母体はフランスにある「ジブラルタル」という店ということになっているが、『妖怪始末人トラ・貧!!』に同名のニューハーフカフェ「ジブラルタル」が登場しており、バケモノじみた店員に一流の客たち、セレブたちのサロンとして業界トップを誇っているなど、「東カリマンタン」と共通した設定の店となっている。なお、「ジブラルタル」が描かれたのは1992年にあたり、パタリロで「東カリマンタン」が初登場した1996年より以前の時期となる。

## 時代劇編
『パタリロ!』には、舞台を江戸時代に移した時代劇編のエピソードがいくらか存在する。時代劇編では本編のレギュラーキャラクターが別の役柄を与えられて活躍する。与えられる役柄は多くの場合はパタリロが「呉服問屋越後屋の主人・波多利郎」で、タマネギ部隊が「越後屋の番頭、丁稚」、バンコランが「南町奉行・邪鬼遊稚児丞万古蘭」である。ただし、これら以外の役柄が与えられることも多々ある。どのような役柄が与えられてもキャラクターの性格設定については本編とほとんど変化はない。テレビアニメ版では時代劇編のみアニメ化されていない（オープニングに猫間天狗が登場するのみ）。

## 欠番エピソード
いわゆる封印作品として欠番となったエピソードが存在する。
マリネラの吸血鬼
単行本第4巻の第15刷まで作品番号12番として収録されていたエピソード。
この作品はレギュラーキャラクターであるタマネギ部隊が初登場する作品であるが、第16刷以降、魔夜の別作品に差し替えられた。このことについて白泉社や魔夜からの公式な説明は長らくなかった。このため欠番になった理由について｢作中に差別用語が使用されていた｣、｢ナチスをネタにした場面が問題視された｣などの憶測があったが、2011年2月6日に開かれたトークショーにて魔夜本人が「当該エピソードはアガサ・クリスティの短編『ラジオ』を下敷きにしているため、どこかの大学のミステリ研究会から著作権侵害で訴えると言われたため、編集長と相談して欠番にした」と述べている。
なおアニメでは差別用語とおぼしきものをカットしたり、ストーリー展開を一部改変した状態で放送されている。
第16刷以降では第4巻に収録されていた作品番号13番以降の番号が1つずつ繰り上がり、さらに元々作品番号をつけずに発表されたエピソード「スターダスト」に新たに番号を割りふることで帳尻合わせが行われ、「マリネラの吸血鬼」は闇に葬られた状態になった。そのため、現在の単行本ではタマネギ部隊は何の説明もなく唐突に登場することとなったほか、後エピソードのギャグのいくつかが理解不能になっている。
文庫版第50巻において、クリスティー社の承諾を経て再録されることが決定。外された経緯も書き下ろしで説明されている。再録に当たり、作中の差別用語（「きちがい」→「ノイローゼ」）やナチスの描写（ハーケンクロイツ→鉄十字）は修正された。

## 書誌情報
- 魔夜峰央 『パタリロ！』 白泉社〈花とゆめコミックス〉、既刊104巻（2022年6月20日現在）
  1. 1979年10月20日発売[15]、ISBN 4-592-11171-0
  2. 1980年1月19日発売[16]、ISBN 4-592-11172-9
  3. 1980年3月19日発売[17]、ISBN 4-592-11173-7
  4. 1980年5月20日発売[18]、ISBN 4-592-11174-5
  5. 1980年9月20日発売[19]、ISBN 4-592-11175-3
  6. 1980年12月20日発売[20]、ISBN 4-592-11176-1
  7. 1981年3月20日発売[21]、ISBN 4-592-11177-X
  8. 1981年7月20日発売[22]、ISBN 4-592-11178-8
  9. 1981年10月20日発売[23]、ISBN 4-592-11179-6
  10. 1982年1月20日発売[24]、ISBN 4-592-11180-X
  11. 1982年3月20日発売[25]、ISBN 4-592-11181-8
  12. 1982年4月20日発売[26]、ISBN 4-592-11182-6
  13. 1982年5月20日発売[27]、ISBN 4-592-11183-4
  14. 1982年8月20日発売[28]、ISBN 4-592-11184-2
  15. 1982年11月20日発売[29]、ISBN 4-592-11185-0
  16. 1983年2月19日発売[30]、ISBN 4-592-11186-9
  17. 1983年5月19日発売[31]、ISBN 4-592-11187-7
  18. 1983年7月19日発売[32]、ISBN 4-592-11188-5
  19. 1983年11月19日発売[33]、ISBN 4-592-11189-3
  20. 1984年2月18日発売[34]、ISBN 4-592-11190-7
  21. 1984年5月19日発売[35]、ISBN 4-592-11191-5
  22. 1984年9月17日発売[36]、ISBN 4-592-11192-3
  23. 1985年1月18日発売[37]、ISBN 4-592-11193-1
  24. 1985年5月17日発売[38]、ISBN 4-592-11194-X
  25. 1985年9月19日発売[39]、ISBN 4-592-11195-8
  26. 1985年12月16日発売[40]、ISBN 4-592-11196-6
  27. 1986年4月18日発売[41]、ISBN 4-592-11197-4
  28. 1986年7月17日発売[42]、ISBN 4-592-11198-2
  29. 1986年11月19日発売[43]、ISBN 4-592-11199-0
  30. 1987年4月17日発売[44]、ISBN 4-592-11200-8
  31. 1987年7月17日発売[45]、ISBN 4-592-11214-8
  32. 1987年12月16日発売[46]、ISBN 4-592-11215-6
  33. 1988年2月19日発売[47]、ISBN 4-592-11216-4
  34. 1988年4月19日発売[48]、ISBN 4-592-11217-2
  35. 1988年7月19日発売[49]、ISBN 4-592-11218-0
  36. 1988年9月19日発売[50]、ISBN 4-592-11219-9
  37. 1988年12月16日発売[51]、ISBN 4-592-11220-2
  38. 1989年2月17日発売[52]、ISBN 4-592-11221-0
  39. 1989年5月19日発売[53]、ISBN 4-592-11222-9
  40. 1989年9月19日発売[54]、ISBN 4-592-11223-7
  41. 1990年1月19日発売[55]、ISBN 4-592-11224-5
  42. 1990年4月19日発売[56]、ISBN 4-592-11225-3
  43. 1990年6月19日発売[57]、ISBN 4-592-11226-1
  44. 1990年9月19日発売[58]、ISBN 4-592-11227-X
  45. 1991年3月19日発売[59]、ISBN 4-592-11228-8
  46. 1991年7月19日発売[60]、ISBN 4-592-11229-6
  47. 1991年11月19日発売[61]、ISBN 4-592-11230-X
  48. 1992年3月19日発売[62]、ISBN 4-592-11338-1
  49. 1992年8月19日発売[63]、ISBN 4-592-11339-X
  50. 1992年12月11日発売[64]、ISBN 4-592-11340-3
  51. 1993年4月19日発売[65]、ISBN 4-592-12451-0
  52. 1993年9月17日発売[66]、ISBN 4-592-12452-9
  53. 1994年4月28日発売[67]、ISBN 4-592-12453-7
  54. 1994年7月19日発売[68]、ISBN 4-592-12454-5
  55. 1994年10月19日発売[69]、ISBN 4-592-12455-3
  56. 1994年12月15日発売[70]、ISBN 4-592-12456-1
  57. 1995年5月19日発売[71]、ISBN 4-592-12457-X
  58. 1995年8月18日発売[72]、ISBN 4-592-12458-8
  59. 1995年10月19日発売[73]、ISBN 4-592-12459-6
  60. 1996年3月19日発売[74]、ISBN 4-592-12460-X
  61. 1996年9月19日発売[75]、ISBN 4-592-12461-8
  62. 1997年2月19日発売[76]、ISBN 4-592-12462-6
  63. 1997年5月19日発売[77]、ISBN 4-592-12463-4
  64. 1997年10月17日発売[78]、ISBN 4-592-12464-2
  65. 1998年4月17日発売[79]、ISBN 4-592-12465-0
  66. 1998年10月19日発売[80]、ISBN 4-592-12466-9
  67. 1999年3月18日発売[81]、ISBN 4-592-12467-7
  68. 1999年6月18日発売[82]、ISBN 4-592-12468-5
  69. 1999年11月19日発売[83]、ISBN 4-592-12469-3
  70. 2000年6月19日発売[84]、ISBN 4-592-12470-7
  71. 2001年1月19日発売[85]、ISBN 4-592-12471-5
  72. 2001年6月19日発売[86]、ISBN 4-592-12472-3
  73. 2001年11月19日発売[87]、ISBN 4-592-12473-1
  74. 2002年7月19日発売[88]、ISBN 4-592-12474-X
  75. 2003年1月17日発売[89]、ISBN 4-592-17875-0
  76. 2003年7月18日発売[90]、ISBN 4-592-17876-9
  77. 2004年8月19日発売[91]、ISBN 4-592-18177-8
  78. 2005年6月17日発売[92]、ISBN 4-592-18178-6
  79. 2006年6月19日発売[93]、ISBN 4-592-18179-4
  80. 2007年5月18日発売[94]、ISBN 978-4-592-18450-8
  81. 2008年5月19日発売[95]、ISBN 978-4-592-18451-5
  82. 2009年5月19日発売[96]、ISBN 978-4-592-18452-2
  83. 2009年11月19日発売[97]、ISBN 978-4-592-18453-9
  84. 2010年5月19日発売[98]、ISBN 978-4-592-18454-6
  85. 2010年11月5日発売[99]、ISBN 978-4-592-18455-3
  86. 2011年5月19日発売[100]、ISBN 978-4-592-18456-0
  87. 2011年11月4日発売[101]、ISBN 978-4-592-18457-7
  88. 2012年5月18日発売[102]、ISBN 978-4-592-18458-4
  89. 2012年11月5日発売[103]、ISBN 978-4-592-18459-1
  90. 2013年5月20日発売[104]、ISBN 978-4-592-18460-7
  91. 2013年11月5日発売[105]、ISBN 978-4-592-18461-4
  92. 2014年5月20日発売[106]、ISBN 978-4-592-18462-1
  93. 2014年11月5日発売[107]、ISBN 978-4-592-18463-8
  94. 2015年5月20日発売[108]、ISBN 978-4-592-18464-5
  95. 2015年11月5日発売[109]、ISBN 978-4-592-19466-8
  96. 2016年4月20日発売[110]、ISBN 978-4-592-19467-5
  97. 2016年12月5日発売[111]、ISBN 978-4-592-19468-2
  98. 2017年7月20日発売[112]、ISBN 978-4-592-19469-9
  99. 2018年4月5日発売[113]、ISBN 978-4-592-19669-3
  100. 2018年11月20日発売[114]、ISBN 978-4-592-21500-4
  101. 2019年6月20日発売[115]、ISBN 978-4-592-22001-5
  102. 2020年10月20日発売[116]、ISBN 978-4-592-22002-2
  103. 2021年8月19日発売[117]、ISBN 978-4-592-22003-9
  104. 2022年6月20日発売[118]、ISBN 978-4-592-22004-6

## 番外作品
『パタリロ!』に登場するキャラクターたちをモデルに、全く異なる設定と舞台で描かれた作品。キャラクターの性格には改変がされているものもある。
家政夫パタリロ!シリーズ
パタリロを借金返済のために働く家政夫・越後屋波多利郎（えちごやぱたりろう）として設定、その派遣先でのドタバタギャグを描いた作品。「家政夫パタリロ!」、「奥様はパタリロ!」、「ビストロ温泉パタリロ!」、「出もどり家政夫パタリロ!」、「仁義なき家政夫パタリロ!」の5作が発表された。1作品で単行本1冊分、合計5冊が出版された。
パタリロ西遊記!
西遊記を基にした外伝的作品。単行本は本編全8巻と外伝1冊の計9冊が出版され、アニメ化もされた。
パタリロ源氏物語!
源氏物語を基にした外伝的作品。単行本は全5巻。光源氏（バンコラン）を主役にし、オリジナルキャラクターである陰陽師・波多利郎（パタリロ）を狂言回しに配置している。
スーパーキャット
ホーム社のホームページに連載されていたWebマンガ。主人公のスーパーキャットが助手のベカチュー（ベーカー・ストリート・チューチュー・イレギュラーズ）とともに事件を解決していくストーリー。単行本は全1巻。パタリロ本人は登場していない。
パパ!?パタリロ!
ある日、見知らぬ町の見知らぬ部屋で目覚めたパタリロ。なぜここにいるのか全く思い出せず困惑していると母エトランジュから弟だという赤ん坊を託される。パタリロは赤ん坊の世話をしつつなぜここにいるのか、どうすれば戻ることができるのか考えをめぐらせることになる。単行本は全1巻。
他の番外作品と異なり、主人公は『パタリロ!』本編と同一人物。

## アニメ
1982年にはフジテレビでテレビアニメ化された（後期は『ぼくパタリロ!』と改題。詳細は後述）。製作は東映動画（現・東映アニメーション）。
テレビシリーズ終了後の1983年7月には、劇場用アニメーション作品が製作・公開された（詳細は後述）。
アニメ関係のアルバム以外に、さくまあきらや新田一郎が中心となり、原作をなぞって作成したアルバムがある。
映像ソフト化　略歴
- 1980年代、放送初期の数話と劇場版のVHSがリリース。（現在は、全巻廃盤）
- 2003年12月、2004年2月にテレビアニメ版が上下二巻のDVD-BOXとしてリリース。（販売 - ハピネット・ピクチャーズ）
- 2005年12月、劇場版アニメDVDがリリース。（販売 - 東映ビデオ）
- 2023年1月、アニメ化40周年を記念しテレビアニメ版と劇場版[注 12]を収録した「アニバーサリー・Blu-rayBOX」がリリース。（販売 - フロンティアワークス）アニメ映像がDVDより画質が多少良い「ハイレートSD」で収録された、いわゆる「いっき見」仕様となっている。
  - 同年2月には、このBOX宣伝のためTOKYO MXにて、テレビアニメ版の第19話 「月への旅立ち」が特別放送された。

### テレビアニメ
原作の人気を受けてアニメ化された。漫画作品のアニメ化については、作画技術の問題から原作と異なったテイストのキャラクターが設定されることがあるが、本作に関してはキャラクター・背景とも可能な限り原作のユニークな作風が再現されている。
一方、音効の面ではクックロビン音頭の節回しに関して試行錯誤があり、定着まで時間を要した。なお劇中の「クックロビン音頭」がエンディングテーマ等で知られる節回しで音楽が付くようになったのは第9話「べらんめえ桜吹雪」からであり、それまではアカペラで、節回しの一切ない平坦な音調で歌われており、原作に忠実な絵柄と相まってかなりシュールな雰囲気を醸していた。
内容については、ゴールデンタイムの放映であったにもかかわらず、バンコランとマライヒの男同士の愛人関係を避けることなく描写している点が注目される。この件に関しては「故意に女性に間違えられるようにマライヒをはじめ美少年役の声優は女性を用いている」というスタッフによるコメントもあるが、原作者の魔夜はマライヒ役の選定の際にオーディションに応募してきた三ツ矢雄二で試験的に収録したが、不評だったため（原作者の魔夜曰くオカマ声にしか聞こえなかったとのこと）藤田淑子を起用したと語っている。マライヒ役の藤田淑子は、最初は少年っぽい声も試したが、やはり少女っぽい声のほうが適切と判断したと当時のインタビューで語っている。ほかにもアイキャッチを動画に起こし、CM前後でストーリー性を持たせたコントにするなどのお遊び的要素がふんだんに盛り込まれている。
劇場版のためにキープされた「スターダスト」などを除き、1年で当時の原作をほぼ映像化している。また別世界の番外編「猫間天狗」はアニメ化されていない（オープニング、後期エンディングには登場）。
原作者の魔夜はテレビアニメの製作にはほとんど関わっておらず、あくまで声優の選定のみしか関わってないという。その中でパタリロ役に白石冬美を起用することについてはアニメスタッフとかなりもめたというが、現在は白石でよかったと考えているという。次回予告のナレーションと締めのセリフ「見るのは、キミだ！」を叫んでいるのもパタリロ本人（＝白石）。

#### 放送枠の変遷
当初、木曜日19:00-19:30（JST）枠で放送が開始されたが最終話までに放送枠が2回移動している。1982年10月に土曜日19:30-20:00枠へと1回目の移動。1983年4月には、金曜日19:00-19:30枠へと2回目の移動となった。また、キー局・フジテレビの金曜日19:00-19:30枠はローカルセールス枠であったことから、フジテレビ系列基幹局のテレビ西日本（TNC）などでも1983年3月末で放送を打ち切られる弊害があったものの、キー局における放送は1年1か月の放送期間を全うした。キー局での本放送終了後には、TNCやTSSなどの途中で打ち切りとなった系列局でも全話分の再放送が行われた。
1回目の時間帯移動の際に『ぼくパタリロ!』と改題されている。当時のアニメ誌で「パタリロ!」の名称がキャラクターの名前とはわかりにくかったこと、また改題を機に脚本を少し児童向けにシフトさせる旨が語られていた。
アニメ版については『さすらいのパタリロ』とも呼ばれたというエピソードもある。これは放送時間帯の移動が頻繁に行われたことから、いつの間にか付けられた俗称であるが、アニメの放送終了間際の時期にラジオ番組『アニメトピア』において『さすらいのパタリロ』との名称の続編について語られたことで『さすらいのパタリロ』との語が広く知れわたり（ただし、続編の名称とその噂はそのオンエア以前から存在していた）、それとともに「そのようなタイトルの企画が存在したらしい」と誤認されたためである。また、この続編企画そのものについては当時のアニメ雑誌でもスタッフが否定している。
2度の時間帯移動に関して、開始当初からの時間帯、また移動先の各時間帯それぞれでも放送回数を重ねるに連れて、それなりに安定した視聴率を記録していた事実をアニメ誌でスタッフがコメントしている。
『ぼくパタリロ!』最終回の本編終了後に劇場版公開の告知がされた。

#### スタッフ
- 企画：土屋登喜蔵（フジテレビ）、籏野義文（東映動画）
- 原作：魔夜峰央
- 音楽：青木望
- 総作画監督：鈴木欽一郎
- チーフデザイナー：土田勇
- チーフディレクター：西沢信孝
- 製作担当：佐々木章
- 編集：望月徹→吉川泰弘
- 録音：池上信照→市川修
- 選曲：宮下滋
- 効果：松田昭彦（フィズサウンド）
- 記録：黒石陽子→竹沢裕美子
- 現像：東映化学
- 制作：フジテレビ、東映動画（東映名義）

#### 主題歌
オープニングテーマ - パタリロ!
作詞・作曲 - 伊藤薫 / 編曲 - 青木望 / 歌 - 藤本房子
エンディングテーマ
全てキャニオンレコードより発売。
美しさは罪 （1 - 20・48・最終話）
作詞・作曲 - 伊藤薫 / 編曲 - 中村暢之 / 歌 - 竹田えり
クックロビン音頭 （21 - 47話）
作詞 - 田中のぶ / 作曲・編曲 - 青木望 / 歌 - スラップスティック、白石冬美
スラップスティックは羽佐間道夫プロデュースのバンド。野島、古川など常連だった本作のキャストとバンコラン役の曽我部和行などが所属していた。パタリロ役の白石は、イントロで出るパタリロのセリフ（「さぁ皆さん、お手を拝借！」）を喋ったり合いの手を入れたりしている。振り付けはフジテレビのバラエティ番組ディレクターである三宅恵介が担当しているが、これは実家が日本舞踊花柳流の舞踊家で、本人も振り付けの心得があったため。
挿入歌 - 翔ベ！プラズマX
作詞 - 田中のぶ / 作曲 - ゆうきまさこ / 作曲・編曲 - 青木望 / 歌 - サタンタ（子門真人）、杉並児童合唱団
輝け！タマネギ部隊
作詞 - 森雪之丞 / 作曲 - 森田公一 / 編曲 - 青木望 / 歌 - スラップスティック、白石冬美

#### 各話リスト
| 話数          | 放送日        | サブタイトル           | 脚本         | 美術      | 作画監督          | 演出              |
| パタリロ!     | パタリロ!     | パタリロ!              | パタリロ!    | パタリロ! | パタリロ!         | パタリロ!         |
| ------------- | ------------- | ---------------------- | ------------ | --------- | ----------------- | ----------------- |
| 1             | 1982年 4月8日 | 美少年キラー           | 辻真先       | 土田勇    | 兼森義則          | 西沢信孝          |
| 2             | 4月15日       | 霧の夜に花が散る       | 辻真先       | 土田勇    | 土橋博            | 笠井由勝          |
| 3             | 4月22日       | 墓に咲くバラ           | 辻真先       | 土田勇    | 津野二朗          | 久岡敬史          |
| 4             | 4月29日       | パタリロ危うし!        | 酒井あきよし | 土田勇    | アベ正己          | 芹川有吾          |
| 5             | 5月13日       | 死の天使マライヒ       | 金春智子     | 坂本信人  | 伊東誠            | 笠井由勝          |
| 6             | 5月20日       | 悲しみのエトランジュ   | 金春智子     | 土田勇    | 兼森義則          | 設楽博            |
| 7             | 5月27日       | カンフー大あばれ!      | 酒井あきよし | 坂本信人  | 河村信道          | 久岡敬史          |
| 8             | 6月3日        | パタリロより愛をこめて | 辻真先       | 土田勇    | 津野二朗          | 芹川有吾          |
| 9             | 6月17日       | べらんめえ桜吹雪       | 酒井あきよし | 坂本信人  | アベ正己          | 笠井由勝          |
| 10            | 6月24日       | マリネラに降る雪       | 金春智子     | 土田勇    | 兼森義則          | 西沢信孝          |
| 11            | 7月8日        | マライヒマライヒ       | 辻真先       | 土田勇    | 伊東誠            | 久岡敬史          |
| 12            | 7月22日       | マリネラの吸血鬼       | 酒井あきよし | 坂本信人  | 河村信道          | 芹川有吾          |
| 13            | 7月29日       | アメリカ乗っ取り!      | 酒井あきよし | 坂本信人  | 津野二朗          | 設楽博            |
| 14            | 8月12日       | パタリロ7世と8世       | 金春智子     | 土田勇    | 兼森義則          | 笠井由勝          |
| 15            | 8月26日       | プリンス マライヒ      | 酒井あきよし | 坂本信人  | アベ正己          | 芹川有吾          |
| 16            | 9月2日        | ダイヤモンドの伝説     | 金春智子     | 土田勇    | 河村信道          | 久岡敬史          |
| 17            | 9月9日        | ねらわれた赤い人魚     | 辻真先       | 坂本信人  | 星野絵美          | 設楽博            |
| 18            | 9月16日       | 輝けタマネギ!          | 酒井あきよし | 土田勇    | 兼森義則          | 笠井由勝          |
| 19            | 9月23日       | 月への旅立ち           | 酒井あきよし | 坂本信人  | アベ正己          | 久岡敬史          |
| 20            | 9月30日       | バンコラン死す!        | 酒井あきよし | 坂本信人  | 河村信道          | 設楽博            |
| ぼくパタリロ! |               |                        |              |           |                   |                   |
| 21            | 10月9日       | 超ロボット・プラズマX  | 辻真先       | 土田勇    | 伊東誠            | 笠井由勝          |
| 22            | 10月16日      | プラズマの恋           | 金春智子     | 坂本信人  | 兼森義則          | 西沢信孝          |
| 23            | 10月23日      | 殺しのライセンス       | 辻真先       | 土田勇    | アベ正己          | 久岡敬史          |
| 24            | 10月30日      | 旅立てジャック         | 辻真先       | 坂本信人  | 須田正己          | 笠井由勝          |
| 25            | 11月6日       | プラズマ・パパ         | 金春智子     | 坂本信人  | 河村信道          | 山吉康夫          |
| 26            | 11月13日      | パタリロ8世と10世      | 酒井あきよし | 坂本信人  | 兼森義則          | 設楽博            |
| 27            | 11月20日      | おちょくり24時間       | 辻真先       | 坂本信人  | 伊東誠            | 笠井由勝          |
| 28            | 11月27日      | 忠誠の木ものがたり     | 金春智子     | 土田勇    | 須田正己          | 西沢信孝          |
| 29            | 12月4日       | 帰ってきた暗殺者       | 酒井あきよし | 坂本信人  | アベ正巳          | 笠井由勝 久岡敬史 |
| 30            | 12月11日      | 愛しのプララ           | 酒井あきよし | 坂本信人  | 津野二朗          | 設楽博            |
| 31            | 12月18日      | ゲルマン城のとりこ     | 金春智子     | 土田勇    | 河村信道          | 山吉康夫          |
| 32            | 12月25日      | ニャンコはニャンコ     | 酒井あきよし | 坂本信人  | 我妻宏            | 笠井由勝          |
| 33            | 1983年 1月8日 | わたし待つわ           | 酒井あきよし | 坂本信人  | 兼森義則          | 芹川有吾          |
| 34            | 1月15日       | やっぱりプララ         | 金春智子     | 土田勇    | 伊東誠            | 設楽博            |
| 35            | 1月22日       | 雪がやんだら           | 辻真先       | 坂本信人  | 富田邦            | 久岡敬史          |
| 36            | 1月29日       | パタリロ異変           | 酒井あきよし | 土田勇    | 津野二朗          | 芹川有吾          |
| 37            | 2月5日        | ベルサイユのヒマワリ   | 金春智子     | 坂本信人  | 河村信道          | 山吉康夫          |
| 38            | 2月12日       | アイ・ラブ・マライヒ   | 筒井ともみ   | 坂本信人  | 兼森義則          | 西沢信孝          |
| 39            | 2月19日       | その男バンコラン       | 酒井あきよし | 土田勇    | 我妻宏            | 笠井由勝          |
| 40            | 2月26日       | プララのお兄さん       | 金春智子     | 坂本信人  | アベ正己          | 久岡敬史          |
| 41            | 3月5日        | マライヒの季節         | 筒井ともみ   | 土田勇    | 兼森義則          | 設楽博            |
| 42            | 3月12日       | パタリロ大集合         | 酒井あきよし | 土田勇    | 河村信道          | 山吉康夫          |
| 43            | 3月19日       | バンコランに死の愛を   | 金春智子     | 坂本信人  | 津野二朗          | 芹川有吾          |
| 44            | 3月26日       | ファントム             | 酒井あきよし | 土田勇    | 伊東誠            | 笠井由勝          |
| 45            | 4月8日        | ああ、花の新学期       | 酒井あきよし | 坂本信人  | 兼森義則          | 西沢信孝          |
| 46            | 4月15日       | プララの初恋           | 筒井ともみ   | 土田勇    | 昆進之介          | 笠井由勝          |
| 47            | 4月22日       | さよならアフロ         | 筒井ともみ   | 坂本信人  | 須田正己 アベ正己 | 芹川有吾          |
| 48            | 5月6日        | 霧のロンドンエアポート | 筒井ともみ   | 土田勇    | 河村信道          | 山吉康夫          |
| 49            | 5月13日       | 霧のロンドンエアポート | 筒井ともみ   | 土田勇    | 伊東誠            | 笠井由勝          |

#### 放送局
※放送日時は1983年5月終了時点、第44話で打ち切りの局については1982年12月中旬 - 1983年1月上旬時点、放送系列は放送当時のものとする。
| 放送地域             | 放送局         | 放送日時                                                                            | 放送系列                                     | 備考 |
| -------------------- | -------------- | ----------------------------------------------------------------------------------- | -------------------------------------------- | --- |
| 関東広域圏           | フジテレビ     | 土曜 19:30 - 20:00 →金曜 19:00 - 19:30                                              | フジテレビ系列                               | 制作局 |
| 北海道               | 北海道文化放送 | 土曜 19:30 - 20:00 →金曜 19:00 - 19:30                                              | フジテレビ系列                               | |
| 静岡県               | テレビ静岡     | 土曜 19:30 - 20:00 →金曜 19:00 - 19:30                                              | フジテレビ系列                               | |
| 岡山県・香川県       | 岡山放送       | 土曜 19:30 - 20:00 →金曜 19:00 - 19:30                                              | フジテレビ系列                               | |
| 佐賀県               | サガテレビ     | 土曜 19:30 - 20:00 →金曜 19:00 - 19:30                                              | フジテレビ系列                               | |
| 青森県               | 青森テレビ     | 水曜 17:30 - 18:00                                                                  | TBS系列                                      | |
| 岩手県               | テレビ岩手     | 日曜 7:15 - 7:45                                                                    | 日本テレビ系列                               | |
| 福島県               | 福島テレビ     | 日曜 7:00 - 7:30（1982年6月 - 1983年3月） 日曜 7:30 - 8:00（1983年4月 - 1983年5月） | フジテレビ系列                               | 1983年3月まではTBS系列とのクロスネット局。                                                                      |
| 新潟県               | 新潟総合テレビ | 木曜19:30-20:00→ 月曜 17:25 - 17:55                                                 | フジテレビ系列 テレビ朝日系列                | 現・NST新潟総合テレビ                                                                                           |
| 富山県               | 富山テレビ     | 土曜 19:30 - 20:00 →木曜 17:20 - 17:50（1983年4月14日 - 1983年5月26日）             | フジテレビ系列                               | |
| 中京広域圏           | 東海テレビ     | 土曜 19:30 - 20:00 →日曜 10:30 - 11:00                                              | フジテレビ系列                               | |
| 広島県               | テレビ新広島   | 土曜 19:30 - 20:00 →土曜 7:30 - 8:00                                                | フジテレビ系列                               | |
| 山口県               | テレビ山口     | 土曜 17:00 - 17:30                                                                  | TBS系列 フジテレビ系列                       | 開始当初は土曜 17:00 - 17:30に放映されたが、後に火曜 - 金曜 17:00- 17:30に放映された。                          |
| 高知県               | テレビ高知     | 金曜 17:00 - 17:30                                                                  | TBS系列                                      | |
| 長崎県               | テレビ長崎     | 土曜 19:30 - 20:00 →金曜 17:30 - 18:00                                              | フジテレビ系列 日本テレビ系列                | |
| 第44話で打ち切りの局 |                |                                                                                     |                                              | |
| 宮城県               | 仙台放送       | 土曜 19:30 - 20:00                                                                  | フジテレビ系列                               | |
| 秋田県               | 秋田テレビ     | 土曜 19:30 - 20:00                                                                  | フジテレビ系列 テレビ朝日系列                | 木曜時代は月曜 19:00 - 19:30に放映。                                                                            |
| 山形県               | 山形テレビ     | 土曜 19:30 - 20:00                                                                  | フジテレビ系列                               | 木曜時代は未放映。                                                                                              |
| 長野県               | 長野放送       | 土曜 19:30 - 20:00                                                                  | フジテレビ系列                               | |
| 石川県               | 石川テレビ     | 土曜 19:30 - 20:00                                                                  | フジテレビ系列                               | |
| 福井県               | 福井テレビ     | 土曜 19:30 - 20:00                                                                  | フジテレビ系列                               | |
| 近畿広域圏           | 関西テレビ     | 土曜 19:30 - 20:00                                                                  | フジテレビ系列                               | |
| 島根県・鳥取県       | 山陰中央テレビ | 土曜 19:30 - 20:00                                                                  | フジテレビ系列                               | |
| 愛媛県               | 愛媛放送       | 土曜 19:30 - 20:00                                                                  | フジテレビ系列                               | 現・テレビ愛媛。 木曜時代は火曜 17:25 - 17:55に放映。                                                           |
| 福岡県               | テレビ西日本   | 土曜 19:30 - 20:00                                                                  | フジテレビ系列                               | |
| 熊本県               | テレビ熊本     | 土曜 19:30 - 20:00                                                                  | フジテレビ系列 テレビ朝日系列                | |
| 宮崎県               | テレビ宮崎     | 土曜 19:30 - 20:00                                                                  | フジテレビ系列 日本テレビ系列 テレビ朝日系列 | 木曜時代は未放映。 未放映分は本放送終了後に1983年 - 1984年頃に月曜 - 金曜 16:50 - 17:20に改めて全話放映された。 |
| 沖縄県               | 沖縄テレビ     | 土曜 19:30 - 20:00                                                                  | フジテレビ系列                               | |

### 劇場アニメ
『パタリロ! スターダスト計画』
1983年7月10日公開作品。同時上映はシブがき隊の映画『ヘッドフォン・ララバイ』。単行本第5巻に収録された「スターダスト」を原作にした作品。当時はOVAも存在しなかった時代であり、メディア展開の一環として『宇宙戦艦ヤマト』や『機動戦士ガンダム』などのように放映終了後に映画化された。ストーリー展開は基本的には原作に忠実だが、アニメ作品のオリジナルキャラクターとして、原作とは異なり人間であるシュゲルグ博士を登場させ、博士が国際ダイヤモンド輸出機構のトップ「ナンバー1」の正体との設定となっている。またストーリーの後半には、（原作の掲載時にはなかった時間跳躍能力を使って）スターダスト計画を阻止するためパタリロが7世と10世の力を借りる「パタリロ大集合」の要素も盛り込まれている。
上映時間は48分。当初は上映時間が48分より長い作品として構想されていたが実際の上映時間が短縮されたため、制作期間に余裕ができた旨がアニメ誌で語られていた。
アニメ誌において「ドラえもんと比べると…」という東映サイドのコメントがあり、また作者自身「ポシャった」と語っているため興行的には芳しくなかった模様である。ただし、本作の劇場作品は上映規模があまり大きい作品ではない。
ゲストキャラクター
- ジュニア - 戸田恵子（本名ビョルン）
- アンドレセン - 田島令子（ジュニアの双子の弟）
- シュゲルグ - 大塚周夫
- ミーちゃん - 魔夜峰央（魔夜が自分を作中に登場させる際に用いるキャラクター、特別出演）

主題歌 - 「Run away 美少年達！（ローズボーイズ）」
作詞 - 冬杜花代子 / 作曲・編曲 - 馬飼野康二 / 歌 - 魔夜峰央
挿入歌 - 「スターダスト悲歌（エレジー）」
作詞 - 冬杜花代子 / 作曲・編曲 - 馬飼野康二 / 歌 - 藤田淑子
製品コード - 7G-0025（キャニオンレコード）

## 舞台
ミュージカル作品として『舞台「パタリロ!」』が2016年12月8日から25日に紀伊國屋ホールにて上演。
第2弾『舞台「パタリロ!」★スターダスト計画★』が2018年3月15日から25日に天王洲 銀河劇場にて、2018年3月30日から4月1日に森ノ宮ピロティホールにて上演。
第3弾『舞台「パタリロ!」～霧のロンドンエアポート～』が2021年1月21日から31日に天王洲 銀河劇場で上演。
第4弾『舞台「パタリロ!」～ファントム～』が2022年9月1日から11日に天王洲 銀河劇場にて、2022年9月17日から19日に大阪 サンケイホールブリーゼにて上演。
キャスト
- パタリロ - 加藤諒[131][129][130][132]
- マライヒ - 佐奈宏紀（初演・第2弾）[129][132]→後藤大（第3弾・第4弾）[130][131]
- バンコラン - 青木玄徳（初演・第2弾）[129][132]→宇野結也（第3弾・第4弾）[130][131]
- タマネギ部隊（初演） - 細貝圭、金井成大、石田隼、吉本恒生[132]
- タマネギ部隊（第2弾） - 細貝圭、金井成大、石田隼、吉本恒生、蒼木陣[129]
- タマネギ部隊（第3弾） - 原嶋元久、田口司、佐川大樹、大久保樹、江本光輝、中田凌多、星豪毅、奥田夢叶[130]
- タマネギ部隊（第4弾） - 原嶋元久、佐川大樹、田村升吾、武本悠佑[131]
- 魔夜メンズ（初演） - 佐藤銀平、吉川純広、三上陽永、柴一平、香取直登[132] ※ 柴と香取はWキャスト。
- 魔夜メンズ（第2弾） - 佐藤銀平、吉川純広、富岡晃一郎、三上陽永、柴一平、香取直登、掛川僚太、大澤信児[129] ※ 香取と掛川はWキャスト。
- 魔夜メンズ（第3弾） - 小沢道成[130]
- 魔夜メンズ（第4弾） - 小沢道成、愛太、笹尾ヒロト[131]
- ビョルン&アンドレセン（第2弾） - 小林亮太（二役）[129]
- ロビー少尉（第2弾）  - 三津谷亮[129]
- デミアン・ナイト（第3弾） - 川上将大[130]
- 歌姫（第3弾・第4弾） - 中村中[130][131]
- ザカーリ（第4弾） - 佐藤永典[131]
- ミスターフー（第4弾） - 井阪郁巳[131]
- ヒューイット（第4弾） - 丘山晴己[131]
- 声の出演（初演） - 鈴木砂羽、池田鉄洋、西ノ園達大、大堀こういち[132]
- 声の出演（第2弾） - 大塚明夫、三田村賢二、大堀こういち、池田鉄洋[129]

スタッフ
- 原作：「パタリロ!」魔夜峰央
- 脚本：池田鉄洋（初演）[128]、池田テツヒロ（第2 - 4弾）[129][130][131]
- 演出：小林顕作（コンドルズ）[128]
- 企画・制作：ネルケプランニング
- 主催：ネルケプランニング/キューブ
- 協力：一般社団法人 日本2.5次元ミュージカル協会

## 実写映画
2018年3月15日、東京・天王洲銀河劇場にて行われた『舞台「パタリロ!」★スターダスト計画★』の初日会見において、実写映画化が発表された。
『劇場版パタリロ!』のタイトルで、舞台版と同じメインキャスト、スタッフにより製作された。
当初は2018年秋に公開予定だったが出演者の青木玄徳が不祥事を起こしたため公開延期。その後2019年6月28日から全国順次公開された。

### キャスト（実写映画）
- パタリロ・ド・マリネール8世：加藤諒
- ジャック・バンコラン：青木玄徳
- マライヒ：佐奈宏紀
- タマネギ21号：細貝圭
- タマネギ9号：金井成大
- タマネギ11号：石田隼
- タマネギ17号：吉本恒生
- タマネギ19号：三津谷亮
- タマネギ35号：小林亮太
- アイゼンバーグ / マヤメンズ：吉川純広
- マヤメンズ：佐藤銀平
- マヤメンズ：三上陽永
- マヤメンズ：柴一平
- マヤメンズ：富岡晃一郎
- 上山竜治
- 市川知宏
- 佐藤流司（特別出演）
- 松村雄基
- 近江谷太朗
- 木下ほうか
- 池田鉄洋
- 須賀健太（友情出演）
- 鈴木砂羽（友情出演）
- 魔夜峰央
- 西岡徳馬（特別出演）
- 哀川翔

#### 声の出演（実写映画）
- 大谷育江
- 大塚明夫
- 浪川大輔
- 関智一
- 高橋広樹

### スタッフ（実写映画）
- 原作：魔夜峰央「パタリロ!」（白泉社刊）
- 監督：小林顕作
- 脚本：池田テツヒロ
- 音楽：小林顕作（作詞・作曲）、和田俊輔（編曲・劇伴）、ha-j（編曲）、遠藤ナオキ（編曲）
- 製作：野上祥子、島田明、北牧裕幸
- VFX：白組
- 撮影：伊集守忠
- 照明：酒井隆英
- 舞台照明：坂本明浩
- 衣装デザイン：朝月真次郎
- 美術：片平圭衣子
- 小道具：清水克晋
- スタイリスト：大井慎弥
- ヘアメイク：堀川貴世、村松直美、成島亮
- 振付：足立夏海、平原慎太郎
- アクション指導：森貞文則
- 特殊スタイリスト（哀川翔甲冑担当）：百武朋
- 特殊造形：並河学
- LED映像・タイトルデザイン：ワタナベカズキ
- スクリプター：松本月
- ミュージックエディター：佐藤啓
- 録音：越智美香
- 音響効果：赤澤勇二
- 編集：難波智佳子
- 助監督：川松尚良
- 制作担当：細谷光
- 監督補：小泉宗仁
- 宣伝美術協力：Gene & Fred
- 配給：HIGH BROW CINEMA
- 製作：劇場版「パタリロ!」製作委員会2019

## その他
2013年2月23日に開館した「新潟市マンガの家」（新潟県新潟市中央区）では、同県出身者である魔夜の作品に関する展示が「ギャグマンガゾーン」にて行われている。
- キャラクター等身大フィギュア - パタリロ・ド・マリネール8世のフィギュアを展示
- 作品・作者紹介コーナー - 魔夜のプロフィールおよび作品を紹介
- クックロビン - 同音頭の基となる。